# Camille Jones
Camille Jones (Skanderborg, 19 ottobre 1973) è una cantante danese.

## Biografia
Camille Jones è salita alla ribalta nel 2000 con il suo singolo di debutto Nothing Comes from Nothing, che ha preceduto il primo album eponimo della cantante. Il disco le ha fruttato una candidatura ai Danish Music Awards, il principale riconoscimento musicale danese, per la cantante dell'anno.
Nel 2004 è uscito il secondo album Surrender. Uno dei brani, The Creeps, è diventato una hit globale grazie ad un remix del DJ olandese Fedde Le Grand. Il singolo ha venduto più di 100 000 copie nella sola Danimarca e ha raggiunto la top 10 della Official Singles Chart britannica e la top 20 in Australia, Belgio, Danimarca, Finlandia, Irlanda e Ungheria.
Difficult Guys, il singolo di lancio del terzo album di Camille Jones, Barking Up the Wrong Tree, ha raggiunto la 19ª posizione della classifica danese, diventando il miglior piazzamento della cantante con un'opera solista in madrepatria.

## Discografia

### Album in studio
- 2000 – Camille Jones
- 2004 – Surrender
- 2008 – Barking Up the Wrong Tree
- 2011 – Did I Say I Love You
- 2016 – Camille

### Singoli
- 1999 – Nothing Comes from Nothing
- 2000 – Should Have Known Better
- 2000 – Don't Wanna Be
- 2000 – Shouldn't I
- 2004 – The Creeps
- 2005 – On a Ride
- 2008 – Difficult Guys
- 2008 – I Am (What You Want Me to Be)
- 2009 – Someday
- 2009 – Get Me Out
- 2010 – Better Forget (con The House Keepers)
- 2010 – The Truth
- 2011 – The Streets
- 2011 – En verden perfekt (con Steffen Brandt)
- 2012 – All I Want (con i Phunkjump)
- 2012 – Tro, håb og kærlighed
- 2012 – Midnat i mit liv
- 2013 – Waiting
- 2015 – All That Matters
- 2018 – Glow (con Bryan Rice)

#### Come artista ospite
- 2010 – I Like It (Morten Breum feat. Camille Jones)
- 2010 – Sjus (Kato feat. Ida Corr, Camille Jones & Johnson)
- 2013 – Good Enough (Ludovika feat. Camille Jones)
- 2013 – Miss You (Alexander Brown feat. Camille Jones)
- 2013 – Feel Much Better (Epik feat. Camille Jones)
- 2014 – Battlefield (Svenstrup & Vendelboe feat. Camille Jones)